# Himmeta församling
Himmeta församling var en församling i Västerås stift och i Köpings kommun i Västmanlands län. Församlingen uppgick 1995 i Himmeta-Bro församling.

## Administrativ historik
Församlingen har medeltida ursprung och utgjorde till 1 maj 1921 ett eget pastorat för att därefter till 1971 vara annexförsamling i pastoratet Medåker och Himmeta som 1962 utökades med Västra Skedvi församling. Från 1971 till 1995 annexförsamling i pastoratet Kolsva, Himmeta och Västra Skedvi. Församlingen uppgick 1995 i Himmeta-Bro församling.

## Organister
Lista över organister i Himmeta församling.
| Ämbetstid | Namn                    | Levnadstid | Övrigt                 |
| --------- | ----------------------- | ---------- | ---------------------- |
| –1857     | Per Olof Esselius       | 1821–      |                        |
| 1859–1890 | Per Adolf Bergström     | 1834–1890  |                        |
| 1890–1895 | Karl Olof Matsson       | 1863–      |                        |
| 1896–1904 | Gustaf Emil Gabrielsson | 1868–      |                        |
| 1904–1914 | Eskil Wiktorsson        | 1880–      |                        |
| 1914–1943 | John Pettersson         | 1887–1952  |                        |
| 1942–1943 | Nils Gunnar Mellberg    |            | Vikarierande organist. |
| 1944–1957 | Tor Ola Persson         | 1910–      |                        |

## Kyrkor
- Himmeta kyrka